# Усть-Паденьга
Усть-Паденьга — деревня в Шенкурском районе Архангельской области, центр муниципального образования «Усть-Паденьгское».

## География
Расположена при впадении реки Паденьга в Вагу в 26 км южнее Шенкурска, в 400 км от Архангельска. Через деревню проходит федеральная автодорога М8.
Часовой пояс
Усть-Паденьга, как и вся Архангельская область, находится в часовой зоне МСК (московское время). Смещение применяемого времени относительно UTC составляет +3:00.

## Население
| 2002 | 2010 | 2012 |
| ---- | ---- | ---- |
| 452  | ↘403 | ↗467 |

## История
Усть-Паденгский приход существовал как минимум с 1675 года, когда была построена Воскресенская церковь. Всего в приходе находилось 3 церкви:
- Каменная, во имя Воскресения Христова, 1855—1864 годов постройки с колокольней;
- Деревянная в честь Благовещения Пресвятой Девы Марии, 1770 года постройки;
- Деревянная кладбищенская церковь, бывшая Воскресенская, построенная в 1675 году, перенесена в 1893 году на кладбище и переименована в Успенскую[5].

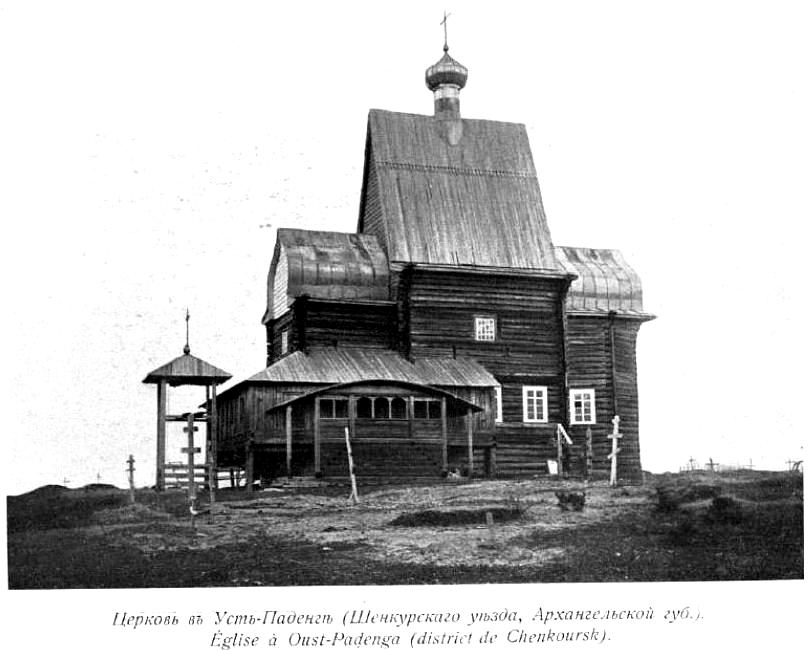
Успенская церковь в Усть-Паденьге, Шенкурский уезд, Фото И.Я.Билибина, 1900-1910 год

Указана в «Списке населённых мест по сведениям 1859 года» в составе Шенкурского уезда(1-го стана) Архангельской губернии под номером «1962» как «село Воскресенское(Успаденгскiй погостъ)». Насчитывала 6 дворов, 23 жителя мужского пола и 24 женского. В деревне расположены 2 православные церкви, а также сельский приказ и сельское училище.
Хоть в деревне и находилось сельское училище Министерства народного просвещения, в одной из комнат дьяконовского дома в 1893 году была открыта школа грамоты. 
В «Списке населенных мест Архангельской губернии к 1905 году» деревня Устьпаденгская насчитывает 17 дворов, 49 мужчин и 62 женщины. В административном отношении деревня входила в состав Устьпаденгского сельского общества Устьпаденгской волости.
С осени 1918 по января 1919 г. Усть-Паденьга и соседние сёла и деревни были оккупирована интервентами и белыми, местное население было насильно выселено. Бывший волонтёр YMCA в Шенкурске Ральф Альбертсон в своей книге "Бои без войны" вспоминал:
Однако самые серьёзные зимние бои развернулись на реке Вага. Наши передовые позиции в Усть-Паденьге удерживались одной ротой американской пехоты, одним взводом американских инженеров, тремя восемнадцатифунтовыми пушками, управляемыми канадцами, и временными подразделениями русских новбранцев. Наша позиция не имела особых преимуществ, но имела недостатки изолированности и незащищённости, которые делали её наихудшим выбором. Сомневаюсь, что она была выбрана кем-то специально. Мы просто пришли и остались там. Мы окопались и построили блокгаузы; натянули проволоку, вырубили поляну в нескольких сотнях футов от места, где разместились; заложили столько припасов и оружия, сколько могли снести несколько лошадей; и стали ждать.
19—22 января 1919 года в деревне Усть-Паденьге и в расположенной на высоком левом берегу Паденьги деревне Высокая Гора (Нецветаевская) произошли ожесточённые бои между укрепившимися здесь силами иностранной военной интервенции совместно с союзниками белого движения и войск РККА. С масштабной атаки сил большевиков в 40-градусный мороз началась Шенкурская операция, в результате которой интервенты и белогвардейцы были отброшены на 90 км на север. В результате 15-часовых боёв с применением артиллерии деревня Усть-Паденьга дважды переходила из рук в руки.
На 1 мая 1922 года в поселении 22 двора, 36 мужчин и 67 женщин.
Во времена советской власти церкви были закрыты. Каменную Воскресенскую церковь разобрали на кирпич, а деревянные использовали как склад зерна, но в период 1960—1980 годы разобрали и их.

## Инфраструктура
В деревне работает школа и библиотека, в которой проводится конкурс на лучшего читателя «Книжная королева» Усть-Паденьги. Начато строительство нового клуба.